# Ramphotyphlops kimberleyensis
Ramphotyphlops kimberleyensis е вид змия от семейство Червейници (Typhlopidae). Видът не е застрашен от изчезване.

## Разпространение
Разпространен е в Австралия (Западна Австралия и Северна територия).